# Мексикано-парагвайские отношения
Мексикано-парагвайские отношения — двусторонние дипломатические отношения между Мексикой и Парагваем.

## История
До начала 19 века эти два государства являлись частью Испанской империи. Мексика входила в состав Вице-королевства Новая Испания, а Парагвай был частью Вице-королевства Рио-де-ла-Плата. В 1831 году после обретения независимости Мексика открыла посольство в Буэнос-Айресе, посол представлял интересы страны в том числе и в Парагвае. В 1901 году Парагвай открыл дипломатическую миссию в Мехико, а в 1904 году Мексика открыла дипломатическую миссию в Асунсьоне. В 1943 году дипломатические представительства были повышены до уровня посольств.
В годы правления президента Парагвая Альфредо Стресснера Мексика продолжала поддерживать дипломатические отношения с этой страной, несмотря на международное давление. Мексика проводила свою внешнюю политику в соответствии с Доктриной Эстрады. В 1992 году президент Мексики Карлос Салинас совершил государственный визит в Парагвай, а в 1997 году президент Парагвая Хуан Карлос Васмоси посетил с государственным визитом Мексику. В ходе этих двух визитов были подписаны соглашения о научно-техническом и культурном сотрудничестве; взаимодействию в банковском деле, торговле и инвестициях; борьбе с контрабандой товаров, а также по отмене визового режима для граждан обеих стран.

## Экономические отношения
В 2016 году товарооборот между странами составил сумму 230 миллионов долларов США. Экспорт Мексики в Парагвай: тракторы, автомобильные запчасти, пиво, текила, цемент и оборудование. Экспорт Парагвая в Мексику: тунговое масло, сахар, маниока, фрукты и текстиль. С 2013 года страны ведут переговоры о подписании Соглашения о беспошлинной торговле.